# Jinsha (fleuve)
Pour les articles homonymes, voir Jinsha (homonymie).
Le fleuve Jinsha (chinois : 金沙江 ; pinyin : jīnshā jiāng ; litt. « fleuve du sable doré ») est le nom chinois du haut Yangzi Jiang, en Chine. Son nom tibétain est le Drichu tibétain : འབྲི་ཆུ, Wylie : 'bri chu. Il passe par les provinces du Qinghai, où il prend sa source, Sichuan et Yunnan, où il passe par les Gorges du Saut du tigre.
Il est parfois regroupé avec le Lacang (haut Mékong), et le Nu (haut Salouen) dans l'entité des Trois fleuves parallèles au Yunnan.